# Генеральский мятеж
Генеральский мятеж — бунт заключённых в Гобустанской закрытой тюрьме в январе 1999 года в Азербайджане.

## Предыстория бунта
После 1995 года в обычные «зоны» (колонии), стали поступать десятки политических «погонников» из числа сотрудников Отряда полиции особого назначения (ОПОН), министерства обороны и других государственных структур. По словам уголовников, «лоту Бахтияр» (известный в Азербайджане «вор в законе») на сходке «воров» оценил такой ход властей как провокацию с целью расправиться со политическими противниками руками уголовников. По решению «воров» уголовники не стали трогать «погонников», с условием, что те будут уважать «понятки» и не станут вмешиваться в «воровские» дела.
Одним из таких заключённых был бывший заместитель министра обороны Азербайджана Вахид Мусаев. По договорённости с администрацией тюрьмы в камеру к В.Мусаеву стали помещать заключённых, отбывающих наказание по политическим мотивам. По заключению суда В. Мусаев подбивал заключённых на бунт и предлагал варианты мятежа. Вахид Мусаев работал настолько открыто, что через переведённых из Гобустана в обычные зоны опоновцев стало известно — «Вахид что-то затевает». План был прост — вырваться из «крытки» и сагитировать военных из близлежащих населённых пунктов, затем вооружиться.
После этого начинается раздвоение версий на официальную и неофициальную. Согласно первой, мятежники должны были, вооружившись, поехать по зонам, освободить политзаключённых и уже с большой военной силой войти в Баку и взять власть, устроив госпереворот и атаковав президентский дворец. По другой — они планировали отправиться в Карабах, перейти линию фронта и начать партизанское движение.
По словам директора Правозащитного центра Эльдара Зейналова в пользу реальности карабахской версии говорит и то, что мятежники пытались взять с собой в качестве заложников некоторых пленных армян, которые в тот момент находились в Гобустанской тюрьме.

## Хроника событий
7 января 1999 года в Гобустанской закрытой тюрьме вспыхнул крупный мятеж, известный как «генеральский». Группа заключённых численностью около 300 человек, преимущественно бывших сотрудников отряда полиции особого назначения (ОПОН), во главе с бывшим замминистра обороны генералом Вахидом Мусаевым, вооружённая огнестрельным оружием, захватила заложников и открыла камеры осуждённым.
В официальном сообщении МВД Азербайджана говорится, что бунт заключённых вспыхнул в ночь с 7 на 8 января. Причиной беспорядков в колонии, в которой содержится около 500 человек, стало недовольство заключённых условиями их содержания. В активные события были вовлечены всего около 35 человек из 500 заключённых «крытой» тюрьмы. Восставшие разоружили караул одного из контрольно-пропускных пунктов колонии, ранили 4 охранников, а также её коменданта, после чего захватили в заложники 28 сотрудников военизированной охраны. Затем в ходе переговоров между бунтовщиками и руководством правоохранительных органов Азербайджана была достигнута договорённость о предоставлении преступникам самолёта, чтобы покинуть пределы страны. По дороге в аэропорт автобус с заключёнными «попал под шквальный огонь» подразделений внутренних войск минюста Азербайджана.
В результате все 13 участников восстания погибли, а 21 сотрудник правоохранительных органов получил ранения, в том числе четверо — тяжёлые. По данным МВД и генпрокуратуры Азербайджана, прежде чем провести силовую акцию против взбунтовавшихся, сотрудники МВД и минюста вели более чем 10-часовые переговоры. К участию к ним были привлечены также близкие родственники мятежников, однако это не возымело действия.
Во время бунта так и не были введены войска и конфликт был разрешён при участии подразделений внутренних войск.

## Результаты бунта
Организаторами бунта названы бывшие высокопоставленные военные генерал Вахид Мусаев и полковник Фаик Бахшалиев, которые были осуждены в 1996 за попытку сбить самолёт президента Азербайджана Гейдара Алиева. Остальные погибшие — бывшие сотрудники расформированного в 1995 году отряда полиции особого назначения (ОПОН) МВД Азербайджана, принимавшие участие в попытке госпереворота в середине марта 1995 года. Во время бунта в столице страны Баку ситуация была спокойная, и только в резиденции президента Гейдара Алиева были усиленны наряды полиции.
Суд состоялся в марте 2000 года. Наказания получили 23 активных бунтовщика, которым поначалу была предъявлена статья «измена родине», и один из охранников, который попал под амнистию и был освобождён от наказания. Всего же в этом деле было задействовано 35 активных участников событий. 13 из них погибли после выезда захваченного мятежниками автобуса за пределы тюрьмы.

## Интересные факты
Когда 7 января 1999 года бывший заместитель министра обороны генерал Вахид Мусаев возглавил в Гобустанской тюрьме бунт заключённых, слово лоту Юнуса Назарова сыграло решающую роль в наведении порядка. Во время бунта «вор в законе», лоту Юнус Назаров призвал «чёрных» арестантов разойтись по камерам, сказав, что «Чёрной братве нечего делить с людьми в погонах, у них своя политика. Пусть все вернутся в камеры и ключи отдадут начальству». Многие заключённые так и сделали.
Среди заключённых, давших показания на суде о персональной вине того или иного заключённого, преобладали «петухи», чем «чёрные» подследственные сильно возмущались: «Они же за пачку сигарет всё, что хочешь, скажут!». В конце концов один из «обиженных», пытаясь снять с себя обвинение в государственной измене, как неотразимый аргумент, заявил: «Ну что же это за государство, которое могут свергнуть „обиженники“?!» По скамье подсудимых и в зале прошёл смешок, и судьи, сдавшись, сняли с «обиженников» позорное клеймо.
Речь каждого обвиняемого заканчивалась словами: «Я ничего не делал, а был сторонним наблюдателем».
Мятеж получил политическую окраску и был оценён как попытка государственного переворота.